# Talmeca scirpea
Talmeca scirpea är en fjärilsart som beskrevs av William Schaus 1906. Talmeca scirpea ingår i släktet Talmeca och familjen tandspinnare. Inga underarter finns listade i Catalogue of Life.